# Slaget om Rostov (1941)
För andra betydelser, se Slaget om Rostov.
Det första slaget om Rostov under andra världskriget ägde rum under hösten 1941. Striderna pågick i halvmiljonstaden Rostov i dåvarande Sovjetunionen, precis nordöst om Azovska sjön. Slaget stod mellan den anfallande tyska 11:e armén från Armégrupp Süd (förstärkt av den 3:e rumänska armén) och den försvarande sovjetiska 56:e armén. Slaget inleddes den 21 november 1941.
Striderna började med att den 1:a tyska pansargruppen anföll och lyckades inta Rostov. Drygt en vecka senare, den 27 november påbörjade de sovjetiska arméerna (9:e, 37:e, 18:e och 56:e) en motoffensiv som fick den 1:a tyska pansargruppen att retirera 70 kilometer västerut, till Taganrog vid floden Mjus. En av anledningarna till Tysklands tillbakadragning tros vara att leden var för utspridda och dessutom rapporterade Ewald von Kleist, att hans stridsvagnar var ineffektiva i det iskalla vädret som rådde. Varningen av Kleist ignorerades.
Nederlaget vid Rostov var Tysklands första riktiga nederlag i andra världskriget. Nederlaget resulterade i att fältmarskalk Gerd von Rundstedt avsattes av Hitler på grund av att han motsatte sig Hitlers order att inte retirera trots att det i praktiken var omöjligt att hålla staden.
Tyskland och dess allierade kom dock att erövra Rostov 1942 som en del av Operation Blå och höll sedan staden fram till 1943 då Röda armén befriade staden. 